# Castetnau-Camblong
Pour les articles homonymes, voir Camblong.
Castetnau-Camblong (en béarnais Castètnau-Camblong ou Castètnau-Camloung) est une commune française, située dans le département des Pyrénées-Atlantiques en région Nouvelle-Aquitaine.

## Géographie

### Localisation
La commune de Castetnau-Camblong se trouve dans le département des Pyrénées-Atlantiques, en région Nouvelle-Aquitaine.
Elle se situe à 43 km par la route de Pau, préfecture du département, à 23 km d'Oloron-Sainte-Marie, sous-préfecture, et à 18 km de Mourenx, bureau centralisateur du canton du Cœur de Béarn dont dépend la commune depuis 2015 pour les élections départementales.
La commune fait en outre partie du bassin de vie de Navarrenx.
Les communes les plus proches sont : 
Susmiou (1,3 km), Méritein (1,7 km), Navarrenx (1,9 km), Bastanès (2,5 km), Sus (2,6 km), Viellenave-de-Navarrenx (2,7 km), Bugnein (2,8 km), Jasses (3,4 km).
Sur le plan historique et culturel, Castetnau-Camblong fait partie de la province du Béarn, qui fut également un État et qui présente une unité historique et culturelle à laquelle s’oppose une diversité frappante de paysages au relief tourmenté.

### Communes limitrophes
Les communes limitrophes sont  Angous, Arrast-Larrebieu, Bastanès, Charre, Méritein, Navarrenx, Susmiou et Viellenave-de-Navarrenx.
| Viellenave-de-Navarrenx | Bastanès           | Méritein  |
| Charre                  | Castetnau-Camblong | Navarrenx |
| Arrast-Larrebieu        | Angous             | Susmiou   |

### Hydrographie

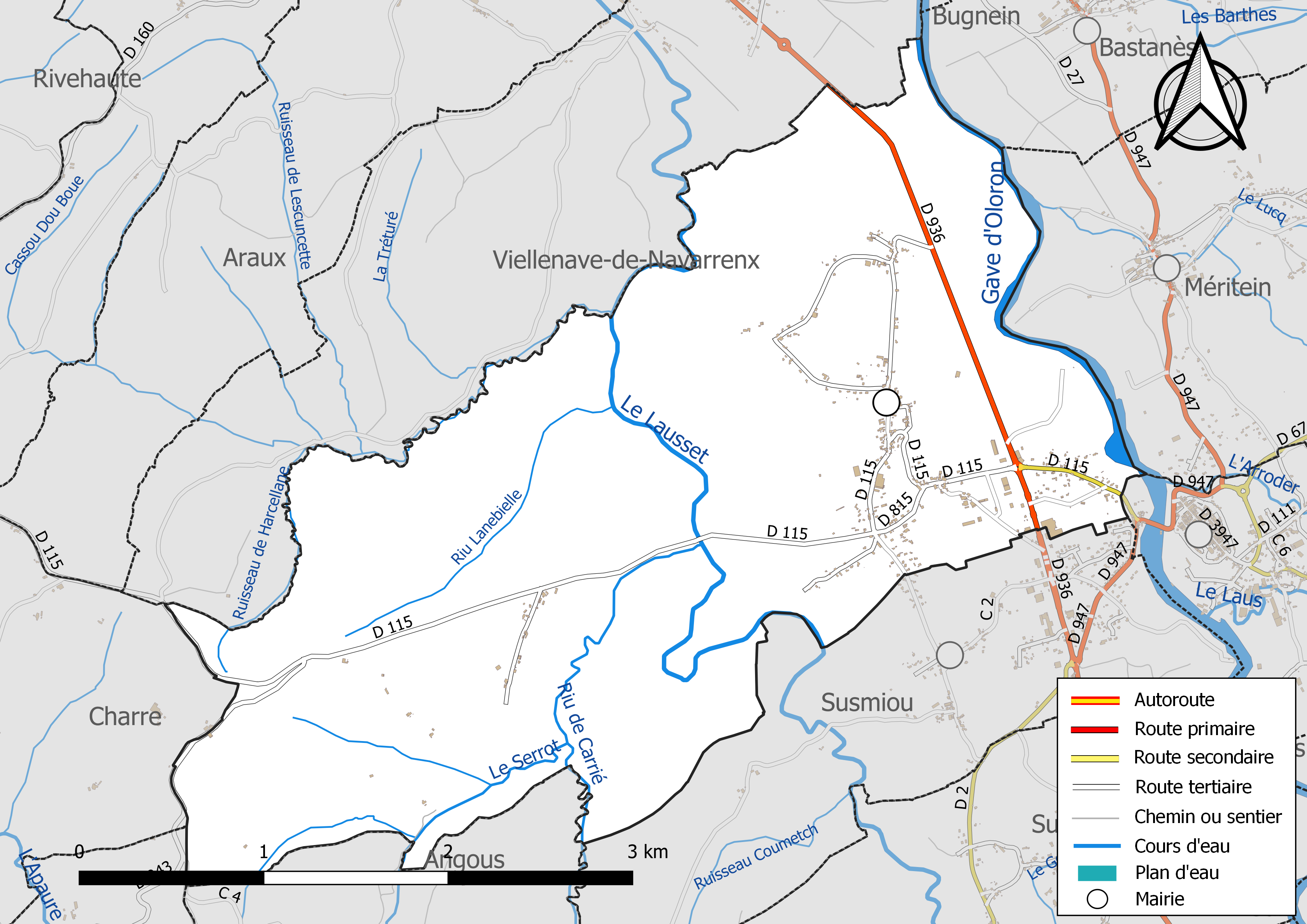
Réseaux hydrographique et routier de Castetnau-Camblong.

La commune est drainée par le gave d'Oloron, le Lausset, le Serrot, Riu de Carrié, Riu Lanebielle, le ruisseau de Harcellane, et par divers petits cours d'eau, constituant un réseau hydrographique de 13 km de longueur totale,.
Le gave d'Oloron, d'une longueur totale de 148,8 km, prend sa source dans la commune de Laruns et s'écoule vers le nord-ouest. Il traverse la commune et se jette dans le gave de Pau à Sorde-l'Abbaye, après avoir traversé 64 communes.
Le Lausset, d'une longueur totale de 39,3 km, prend sa source dans la commune de Sauguis-Saint-Étienne et s'écoule du sud vers le nord. Il traverse la commune et se jette dans le gave d'Oloron à Narp, après avoir traversé 14 communes.

### Climat
Pour des articles plus généraux, voir Climat de la Nouvelle-Aquitaine et Climat des Pyrénées-Atlantiques.
Historiquement, la commune est dans une zone de transition entre les climats océaniques aquitain et basque.  
En 2020, Météo-France publie une typologie des climats de la France métropolitaine dans laquelle la commune est exposée à un climat de montagne et est dans la région climatique Pyrénées atlantiques, caractérisée par une pluviométrie élevée (>1 200 mm/an) en toutes saisons, des hivers très doux (7,5 °C en plaine) et des vents faibles.
Pour la période 1971-2000, la température annuelle moyenne est de 13,5 °C, avec une amplitude thermique annuelle de 13,8 °C. Le cumul annuel moyen de précipitations est de 1 224 mm, avec 12,2 jours de précipitations en janvier et 8,3 jours en juillet. Pour la période 1991-2020, la température moyenne annuelle observée sur la station météorologique la plus proche, située sur la commune de Saint-Gladie-Arrive-Munein à 13,52 km à vol d'oiseau, est de 14,3 °C et le cumul annuel moyen de précipitations est de 1 323,1 mm,. Pour l'avenir, les paramètres climatiques de la commune estimés pour 2050 selon différents scénarios d’émission de gaz à effet de serre sont consultables sur un site dédié publié par Météo-France en novembre 2022.

### Milieux naturels et biodiversité

#### Réseau Natura 2000
Le réseau Natura 2000 est un réseau écologique européen de sites naturels d'intérêt écologique élaboré à partir des Directives « Habitats » et « Oiseaux », constitué de zones spéciales de conservation (ZSC) et de zones de protection spéciale (ZPS).
Un site Natura 2000 a été défini sur la commune au titre de la « directive Habitats » : « le gave d'Oloron (cours d'eau) et marais de Labastide-Villefranche », d'une superficie de 2 547 ha, une rivière à saumon et écrevisse à pattes blanches,.

#### Zones naturelles d'intérêt écologique, faunistique et floristique
L’inventaire des zones naturelles d'intérêt écologique, faunistique et floristique (ZNIEFF) a pour objectif de réaliser une couverture des zones les plus intéressantes sur le plan écologique, essentiellement dans la perspective d’améliorer la connaissance du patrimoine naturel national et de fournir aux différents décideurs un outil d’aide à la prise en compte de l’environnement dans l’aménagement du territoire.
Une ZNIEFF de type 2 est recensée sur la commune, : 
le « réseau hydrographique du gave d'Oloron et de ses affluents » (6 885,32 ha), couvrant 114 communes dont 2 dans les Landes et 112 dans les Pyrénées-Atlantiques.

## Urbanisme

### Typologie
Au 1er janvier 2024, Castetnau-Camblong est catégorisée commune rurale à habitat dispersé, selon la nouvelle grille communale de densité à sept niveaux définie par l'Insee en 2022.
Elle appartient à l'unité urbaine de Navarrenx, une agglomération intra-départementale regroupant six  communes, dont elle est une commune de la banlieue,,. La commune est en outre hors attraction des villes,.

### Occupation des sols

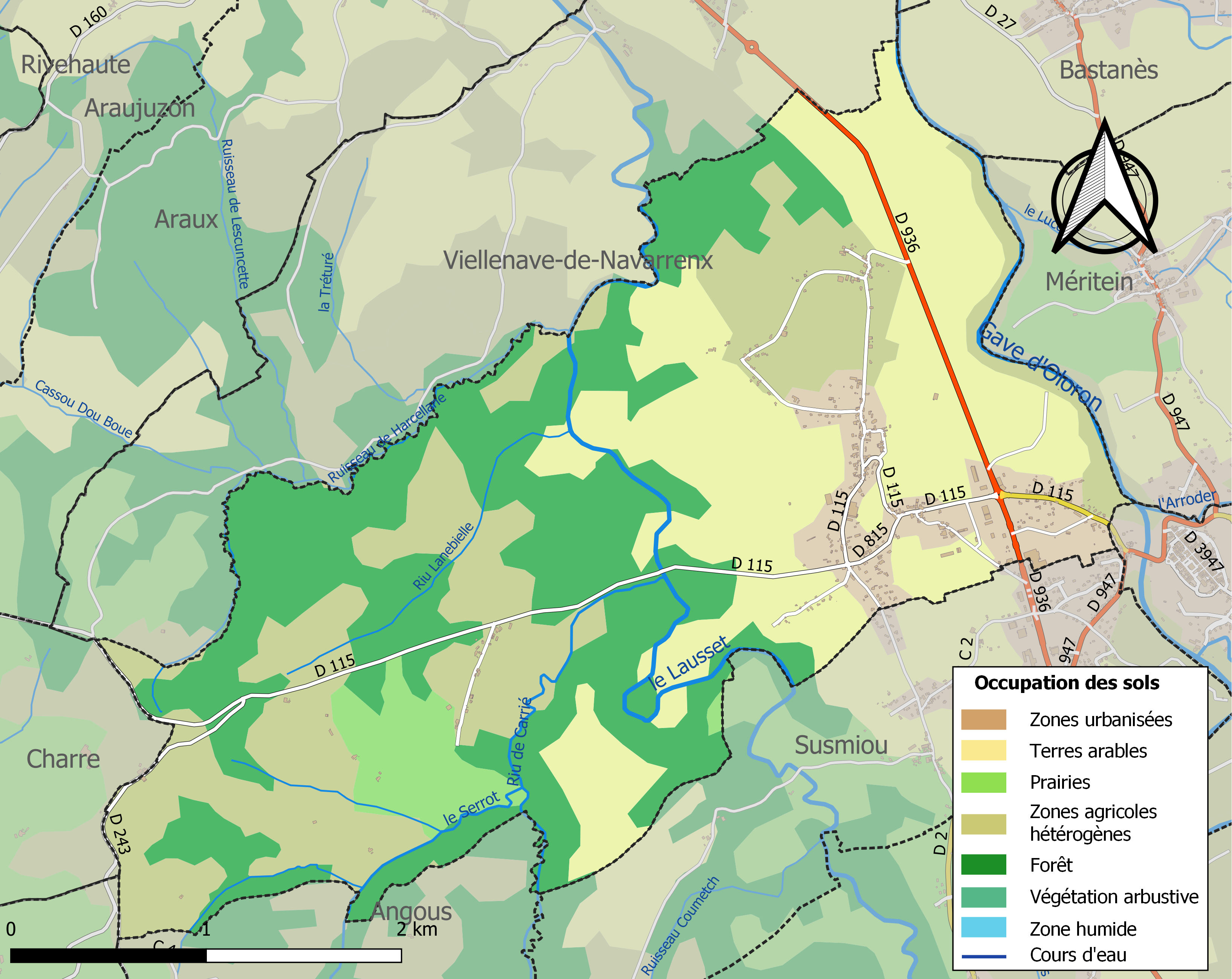
Carte des infrastructures et de l'occupation des sols de la commune en 2018 (CLC).

L'occupation des sols de la commune, telle qu'elle ressort de la base de données européenne d’occupation biophysique des sols Corine Land Cover (CLC), est marquée par l'importance des territoires agricoles (60,7 % en 2018), en diminution par rapport à 1990 (62,3 %). La répartition détaillée en 2018 est la suivante : 
forêts (32,7 %), terres arables (29,6 %), zones agricoles hétérogènes (27,1 %), zones urbanisées (6,6 %), prairies (4 %). L'évolution de l’occupation des sols de la commune et de ses infrastructures peut être observée sur les différentes représentations cartographiques du territoire : la carte de Cassini (XVIIIe siècle), la carte d'état-major (1820-1866) et les cartes ou photos aériennes de l'IGN pour la période actuelle (1950 à aujourd'hui).

### Lieux-dits et hameaux
- Andoins ;
- le quartier de la Gare ;
- le Bas de Bordes ;
- le quartier des Crestiaas ;
- Château Neuf ;
- le quartier Débantets ;
- le quartier des Tuquets.

### Risques majeurs
Le territoire de la commune de Castetnau-Camblong est vulnérable à différents aléas naturels : météorologiques (tempête, orage, neige, grand froid, canicule ou sécheresse), inondations et séisme (sismicité moyenne). Un site publié par le BRGM permet d'évaluer simplement et rapidement les risques d'un bien localisé soit par son adresse soit par le numéro de sa parcelle.
Certaines parties du territoire communal sont susceptibles d’être affectées par le risque d’inondation par une crue torrentielle ou à montée rapide de cours d'eau, notamment le gave d'Oloron et le Lausset. La commune a été reconnue en état de catastrophe naturelle au titre des dommages causés par les inondations et coulées de boue survenues en 1982, 1983 et 2009,.

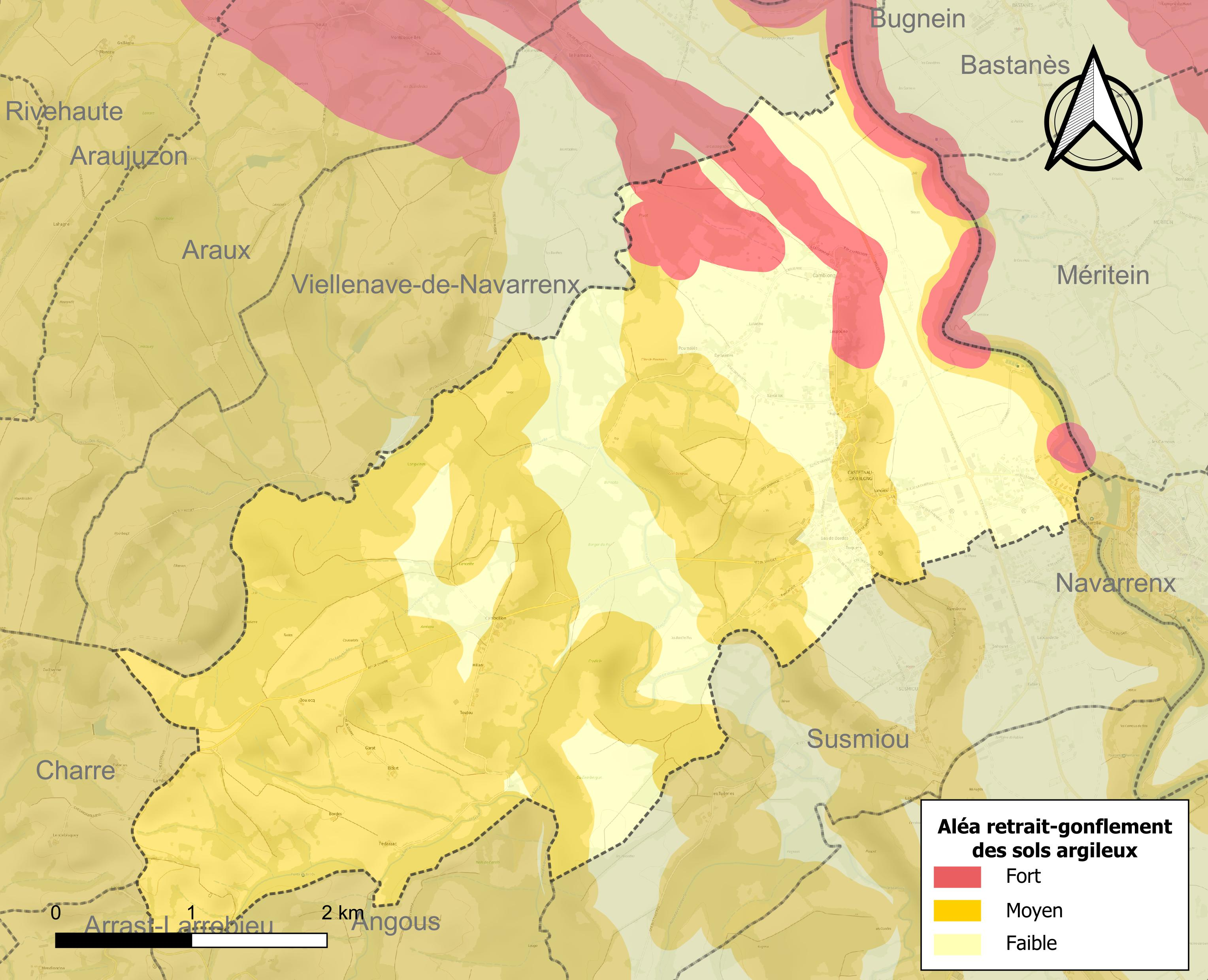
Carte des zones d'aléa retrait-gonflement des sols argileux de Castetnau-Camblong.

Le retrait-gonflement des sols argileux est susceptible d'engendrer des dommages importants aux bâtiments en cas d’alternance de périodes de sécheresse et de pluie. 68,1 % de la superficie communale est en aléa moyen ou fort (59 % au niveau départemental et 48,5 % au niveau national). Depuis le 1er octobre 2020, en application de la loi ELAN, différentes contraintes s'imposent aux vendeurs, maîtres d'ouvrages ou constructeurs de biens situés dans une zone classée en aléa moyen ou fort,.

## Toponymie

### Attestations anciennes
Le toponyme Castetnau apparaît sous les formes 
Castrum de Castelnau (1205, cartulaire de Lescar), 
lo Casteg-nau d'Arribere de Navarrencx (1289, notaires de Navarrenx) et 
Castegnau e Camlonc (1385, censier de Béarn).
Le toponyme Camblong apparaît sous les formes 
Camplonc (1289, notaires de Navarrenx), 
Nostre-Done de Camplonc (1412, notaires de Navarrenx), 
Saint-Laurent de Camplonc (1620, insinuations du diocèse d'Oloron) et 
Camploncq (1675, réformation de Béarn).

### Autres toponymes
Andoins, fief créé en 1677 et vassal de la vicomté de Béarn, est mentionné sous la forme la maison noble d'Andoyns en 1683 (réformation de Béarn).

### Graphie béarnaise
Son nom béarnais est Castètnau-Camblong ou Castètnau-Camloung.

## Histoire
Paul Raymond note qu'en 1385, Castetnau comptait 53 feux et dépendait du bailliage de Navarrenx.
Il y avait à Camblong une abbaye laïque vassale de la vicomté de Béarn.

## Politique et administration
| Période                                  | Période  | Identité               | Étiquette     | Qualité |
| ---------------------------------------- | -------- | ---------------------- | ------------- | ------- |
| Les données manquantes sont à compléter. |          |                        |               |         |
| 1840                                     | 1848     | Jean Pierre Pommares   |               |         |
| 1848                                     | 1870     | Jean Gabaston          |               |         |
| 1871                                     | 1883     | Jean Baptiste Gabaston |               |         |
| 1884                                     | 1888     | Jean Baptiste Paris    |               |         |
| 1888                                     | 1911     | Jean Cabanne           |               |         |
| 1911                                     | 1925     | Eugène Cabanne         |               |         |
| 1925                                     | 1929     | Jean Louis Casenave    |               |         |
| 1929                                     | 1945     | Eugène Cabanne         |               |         |
| 1945                                     | 1971     | Charles Pucheu         |               |         |
| 1971                                     | 1983     | Pierre Lamarche        |               |         |
| 1983                                     | 2001     | Pierre Torris          |               |         |
| 2001                                     | En cours | Patrick Baldan         | Divers droite |         |

### Intercommunalité
La commune fait partie de huit structures intercommunales :
- la communauté de communes du Béarn des Gaves ;
- le SIVU d'assainissement de Navarrenx ;
- le syndicat AEP de Navarrenx ;
- le syndicat d'énergie des Pyrénées-Atlantiques ;
- le syndicat de la perception de Navarrenx ;
- le syndicat de regroupement de Castetnau-Camblong et Sus ;
- le syndicat intercommunal des gaves et du Saleys ;
- le syndicat mixte forestier des chênaies des vallées basques et béarnaises.

Castetnau-Camblong accueille le siège du syndicat de regroupement de Castetnau-Camblong et Sus.

## Population et société

### Démographie
L'évolution du nombre d'habitants est connue à travers les recensements de la population effectués dans la commune depuis 1793. Pour les communes de moins de 10 000 habitants, une enquête de recensement portant sur toute la population est réalisée tous les cinq ans, les populations de référence des années intermédiaires étant quant à elles estimées par interpolation ou extrapolation. Pour la commune, le premier recensement exhaustif entrant dans le cadre du nouveau dispositif a été réalisé en 2004.

En 2022, la commune comptait 456 habitants, en évolution de +0,44 % par rapport à 2016 (Pyrénées-Atlantiques : +3,78 %, France hors Mayotte : +2,11 %).
| 1793 | 1800 | 1806 | 1821 | 1831 | 1836 | 1841 | 1846 | 1851 |
| ---- | ---- | ---- | ---- | ---- | ---- | ---- | ---- | ---- |
| 515  | 568  | 586  | 615  | 657  | 709  | 745  | 753  | 731  |

| 1856 | 1861 | 1866 | 1872 | 1876 | 1881 | 1886 | 1891 | 1896 |
| ---- | ---- | ---- | ---- | ---- | ---- | ---- | ---- | ---- |
| 692  | 667  | 670  | 652  | 648  | 635  | 622  | 604  | 612  |

| 1901 | 1906 | 1911 | 1921 | 1926 | 1931 | 1936 | 1946 | 1954 |
| ---- | ---- | ---- | ---- | ---- | ---- | ---- | ---- | ---- |
| 568  | 596  | 597  | 524  | 454  | 459  | 425  | 373  | 341  |

| 1962 | 1968 | 1975 | 1982 | 1990 | 1999 | 2004 | 2006 | 2009 |
| ---- | ---- | ---- | ---- | ---- | ---- | ---- | ---- | ---- |
| 371  | 372  | 386  | 361  | 393  | 367  | 386  | 395  | 425  |

| 2014 | 2019 | 2022 | - | - | - | - | - | - |
| ---- | ---- | ---- | - | - | - | - | - | - |
| 445  | 464  | 456  | - | - | - | - | - | - |

## Économie
L'activité est principalement agricole (élevage, pâturages, polyculture). La commune fait partie de la zone d'appellation de l'ossau-iraty.

## Culture locale et patrimoine
Les fêtes de Castetnau-Camblong ont lieu mi-août la semaine après les fêtes de Navarenx.
Elles sont superbement animé par le comité des fêtes de Castetnau. Chaque année il y règne joie et convivialité autour notamment de l'habituel tournois de belote et de pétanque ! Du Grand repas et des grillades préparés par le comité en personne !

### Patrimoine religieux

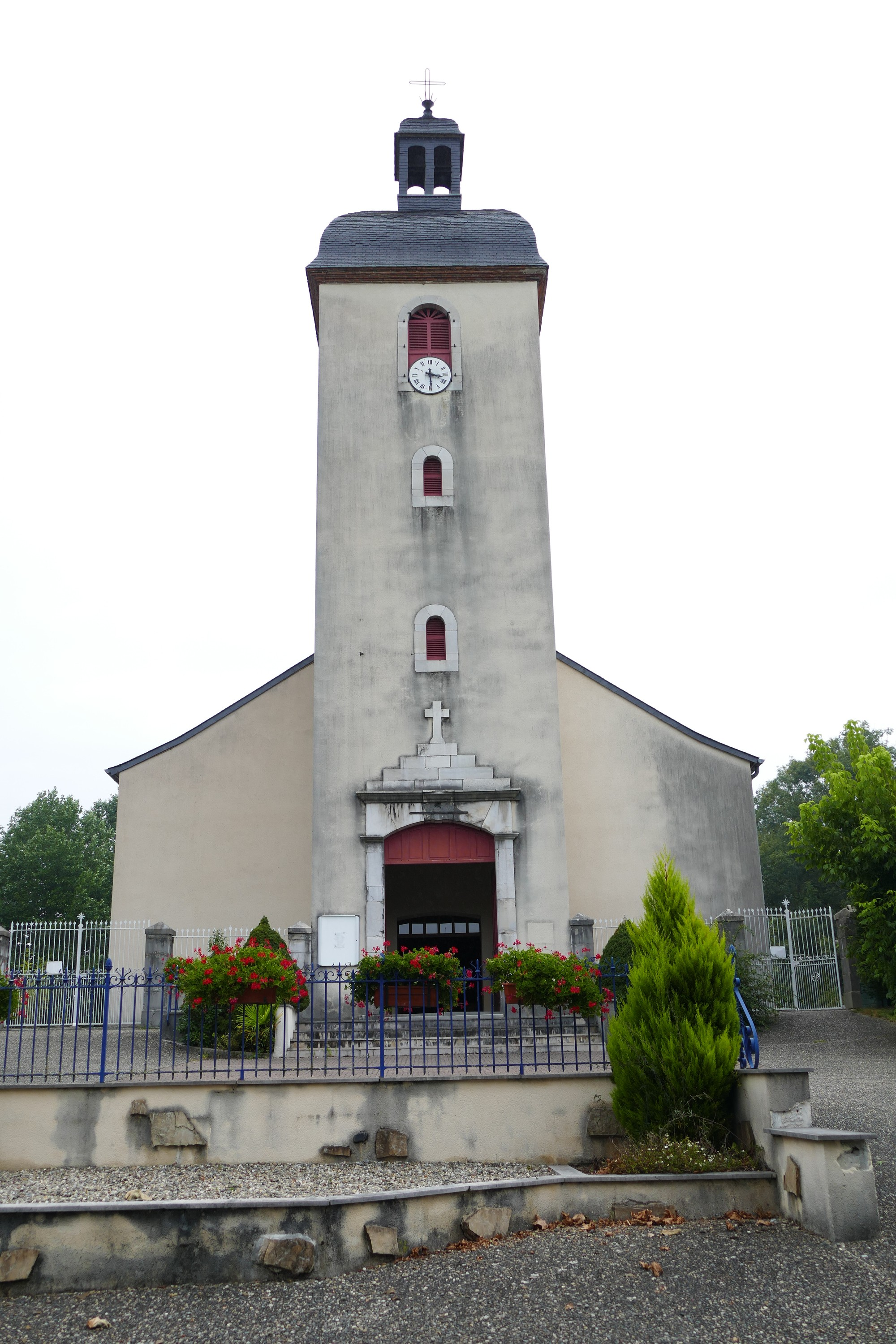
L'église Saint-Laurent.

L'église Saint-Laurent date du XIXe siècle.

## Équipements
La commune dispose d'une école élémentaire.

## Pour approfondir